# Svärdnäbbad trädklättrare
Svärdnäbbad trädklättrare (Dendroplex picus) är en fågel i familjen ugnsfåglar inom ordningen tättingar.

## Utseende och läte
Svärdnäbbad trädklättrare är en medelstor trädklättrare som gör skäl för sitt namn med en mycket rak och nästan något uppåtböjd ljus näbb, helt olik de flesta andra trädklättrare. Fjäderdräkten är mestadels mörkbrun med tunna streck på huvud och bröst men ostreckad rygg. Arten är mycket lik várzeaträdklättraren, men har en avvikande sång, något långsammare som vanligen går upp i tonhöjd på slutet. Även strimmig trädklättrare är lik, men denna har något nedåtböjd näbb och är streckad även på ryggen.

## Utbredning och systematik
Svärdnäbbad trädklättrare delas in i 13 underarter med följande utbredning:
- Dendroplex picus extimus – centrala och östra Panama samt nordvästra Colombia
- Dendroplex picus dugandi – nordvästra Colombia (Chocó, Bolívar, Atlántico och Sierra Nevada de Santa Marta)
- Dendroplex picus picirostris – kustnära norra Colombia (Sierra Nevada de Santa Marta) till nordvästligaste Venezuela
- Dendroplex picus parguanae – nordvästra Venezuela (Falcón, norra Lara)
- Dendroplex picus choicus – norra Venezuela (östra Falcón i öster till Miranda)
- Dendroplex picus longirostris – Isla Margarita (Venezuela)
- Dendroplex picus phalara – llanos i det inre av norra Venezuela
- Dendroplex picus saturatior – tropiska östra Colombia till västra Venezuela (centrala och södra Maracaibo)
- Dendroplex picus duidae – östra Colombia (östra Vichada), södra Venezuela och näraliggande västra Brasilien
- Dendroplex picus altirostris – Trinidad
- Dendroplex picus deltanus – nordöstra Venezuela (Amacurodeltat)
- Dendroplex picus picus – östra Colombia till Venezuela, Guyana och Amazonområdet i Brasilien
- Dendroplex picus peruvianus – sydvästra Amazonområdet (östra Peru, till västra Brasilien och norra Bolivia)

## Levnadssätt
Svärdnäbbad trädklättrare är en vida spridd och rätt vanlig art i öpppna skogsområden, buskmarker och flodnära skog. Den ses vanligen enstaka eller i par, klättrande uppför stammar och utmed grenar, vanligen i skogens nedre skikt. Ibland kan den slå följe med kringvandrande artblandade flockar.

## Status och hot
Arten har ett stort utbredningsområde, men tros minska i antal, dock inte tillräckligt kraftigt för att den ska betraktas som hotad. Internationella naturvårdsunionen IUCN listar arten som livskraftig (LC). Beståndet uppskattas till i storleksordningen fem till. 50 miljoner vuxna individer.

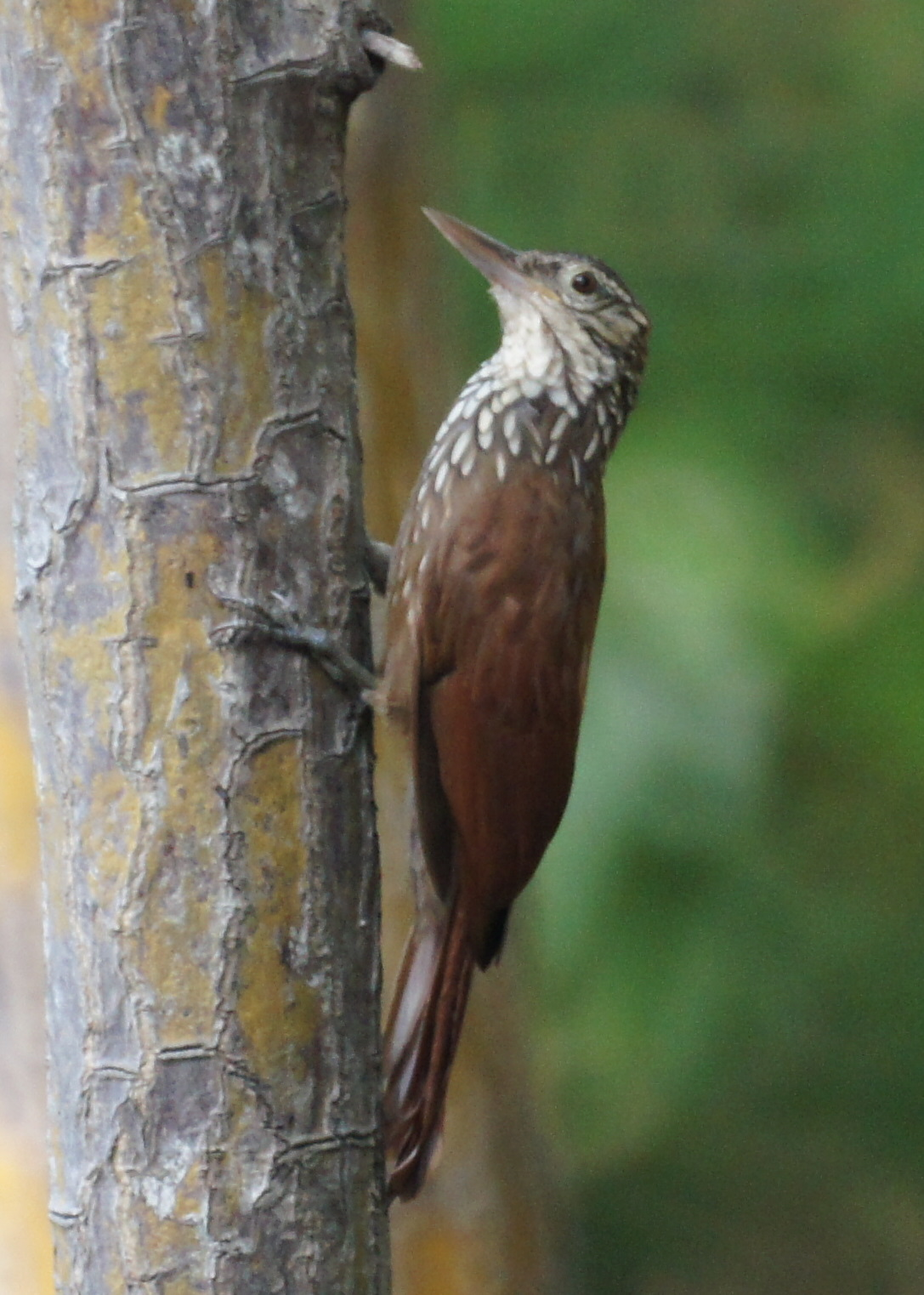